# Filippino Lippi

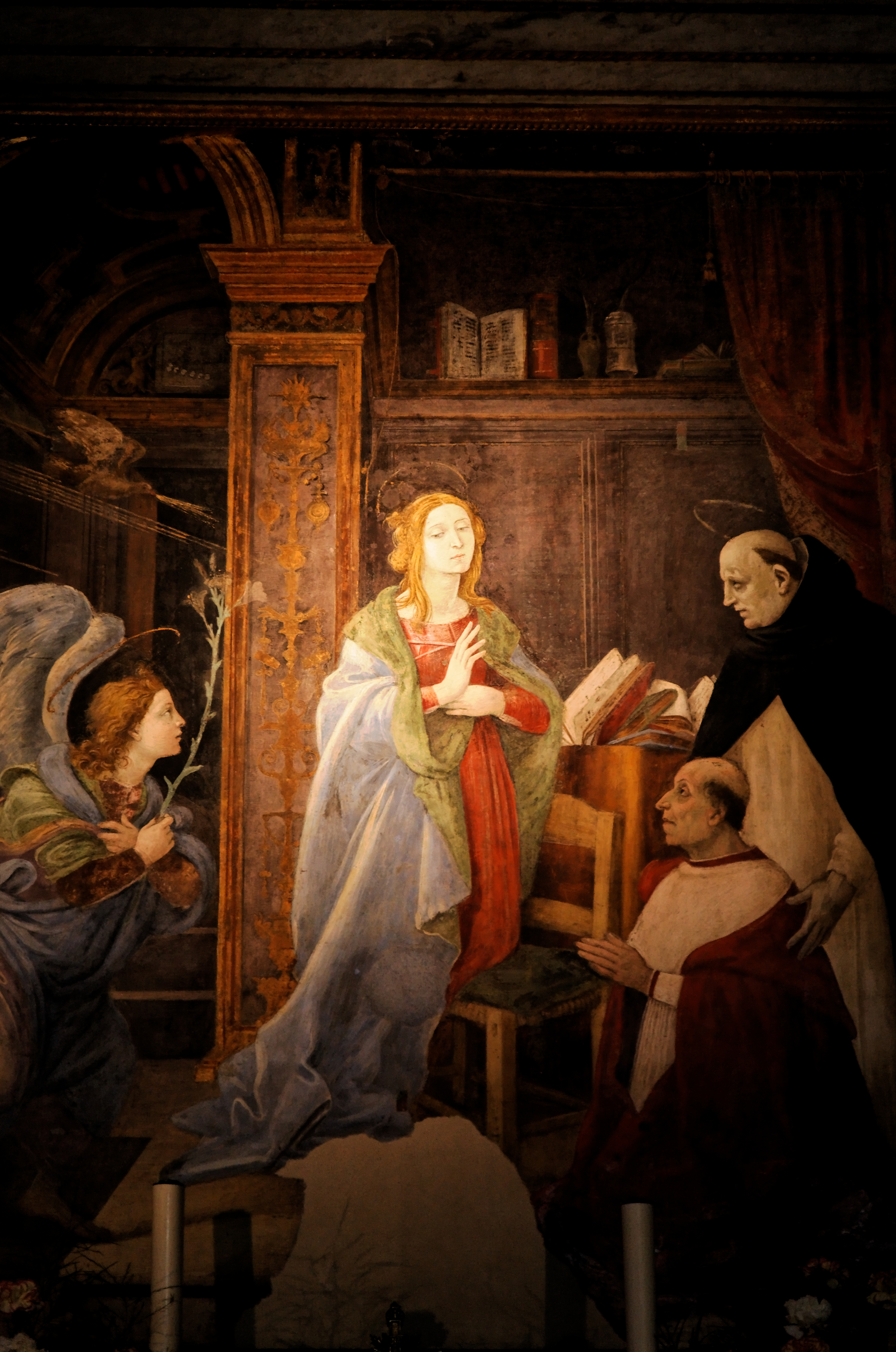
Filippino Lippi – Bebådelsen (1489–1491). Santa Maria sopra Minerva i Rom.

Filippino Lippi, eller Filippo Lilli den yngre, född cirka 1457 i Prato, död 1504 i Florens, var en italiensk målare under renässansen. Han var son till Filippo Lippi, hos vilken han gick i lära.
Filippino arbetade senare i Sandro Botticellis verkstad, där han i sin ungdom tog intryck av denne. Strävan efter mjuk linjeföring och rikedom i rörelsemotiv utmärkte honom mera än klar form och plastisk känsla. Senare drev hans förkärlek för rörelse honom över i en manieristisk stil. Ett tidigt arbete var hans madonna med Sankt Bernhard i Badiakyrkan i Florens.
Bland hans övriga verk märks hans fullbordan av Masaccios freskcykel i Brancaccikapellet i kyrkan Santa Maria del Carmine i Florens, arbeten i Santa Maria sopra Minerva i Rom och i Santa Maria Novella i Florens. Ett av hans senare arbeten var Strozzikapellet i Santa Maria Novella i Florens.

## Målningar

Okänd yngling (cirka 1485).
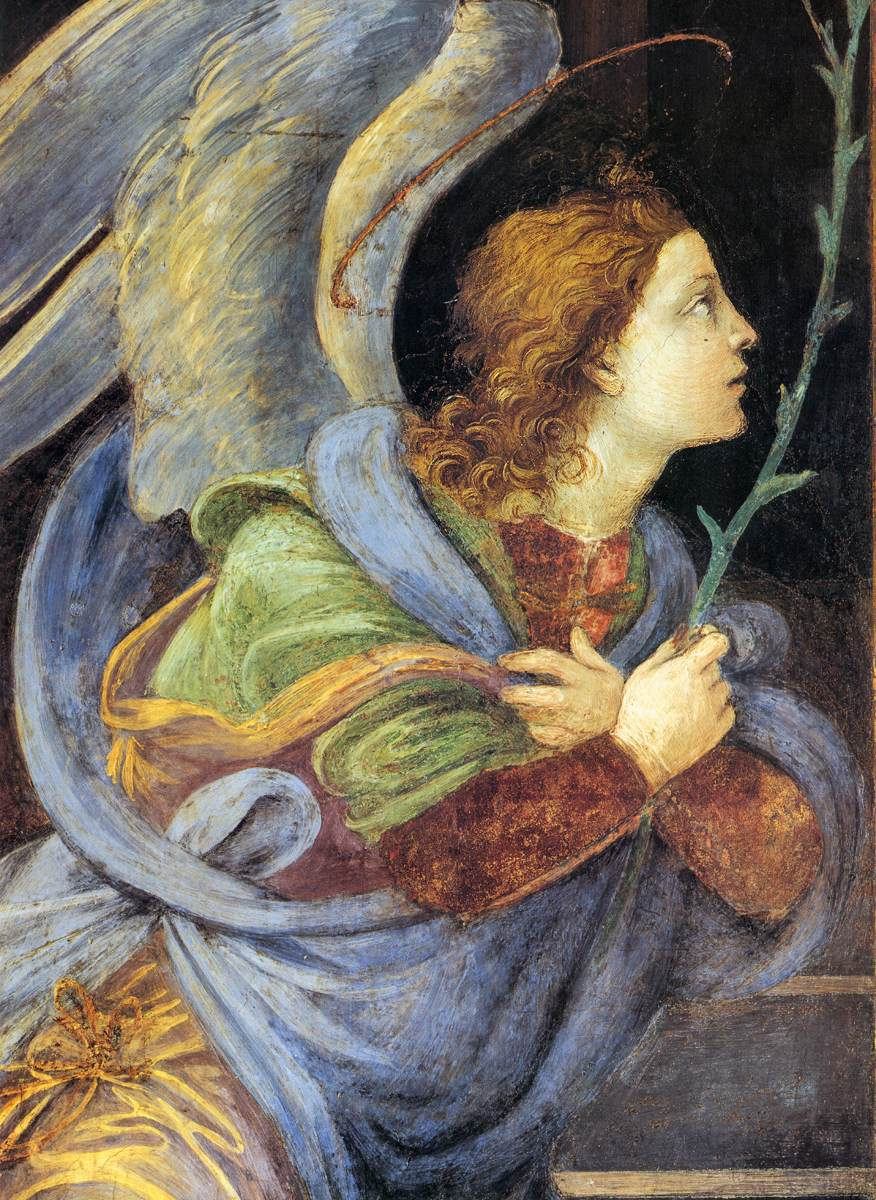
Bebådelsens ängel.
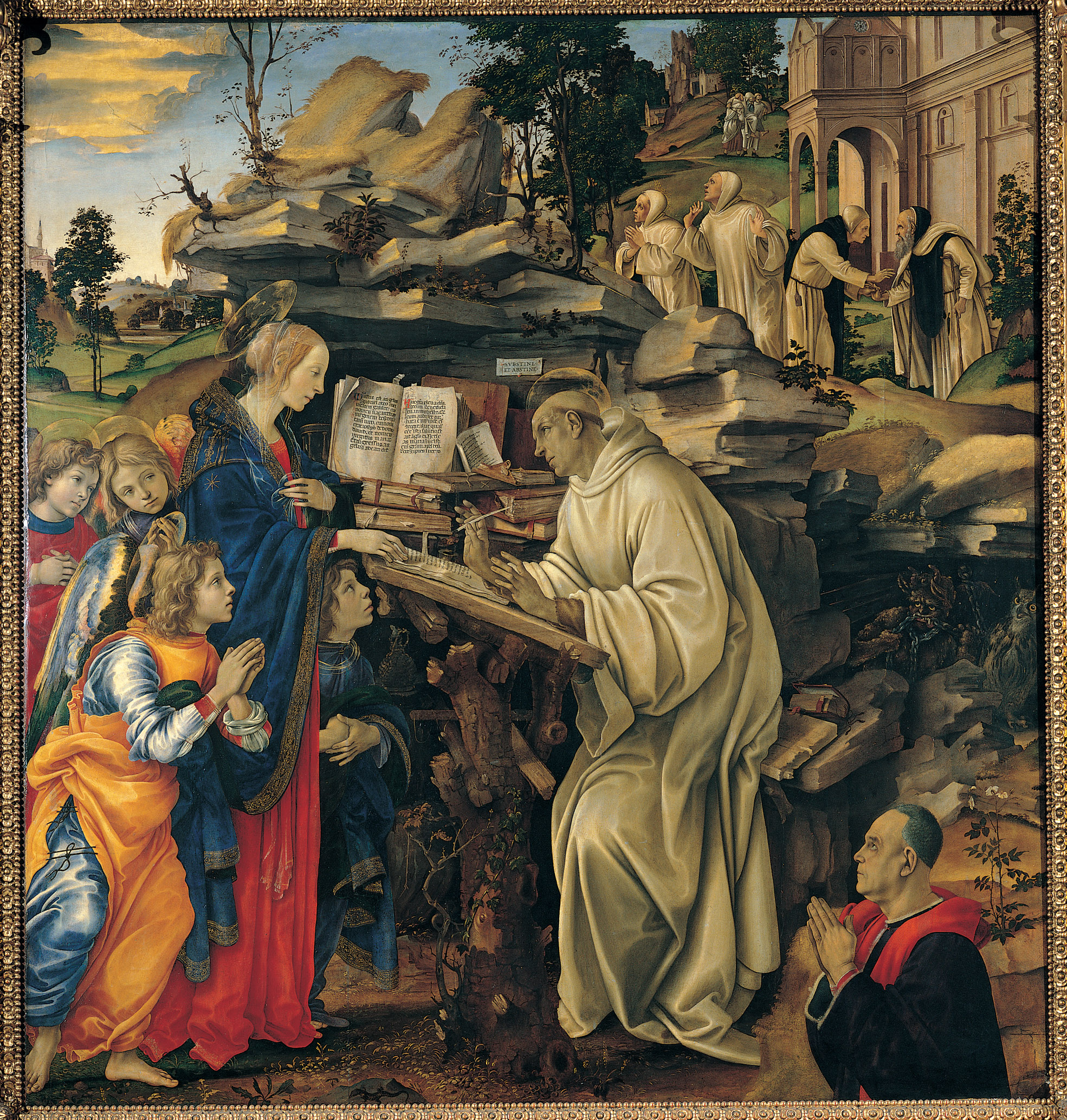
Jungfru Maria uppenbarar sig för den helige Bernhard (1486).
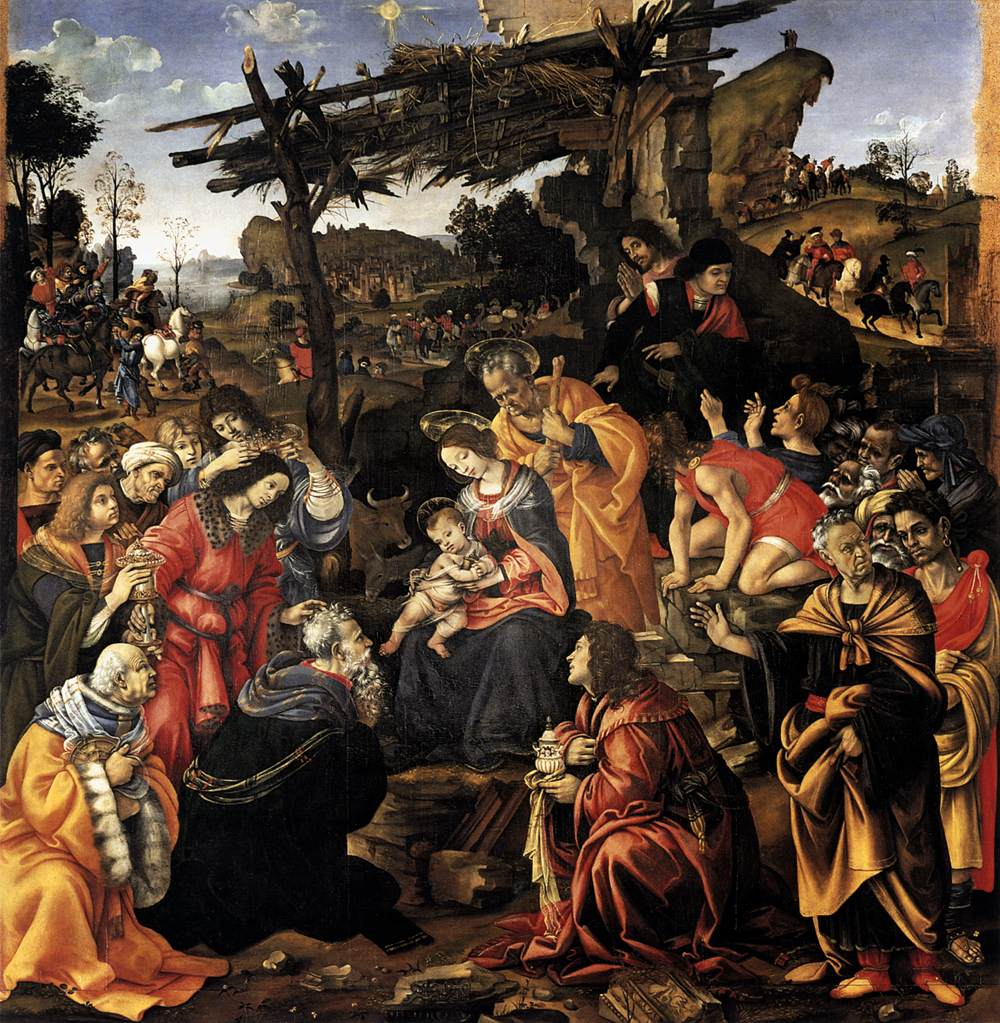
Konungarnas tillbedjan (1496).
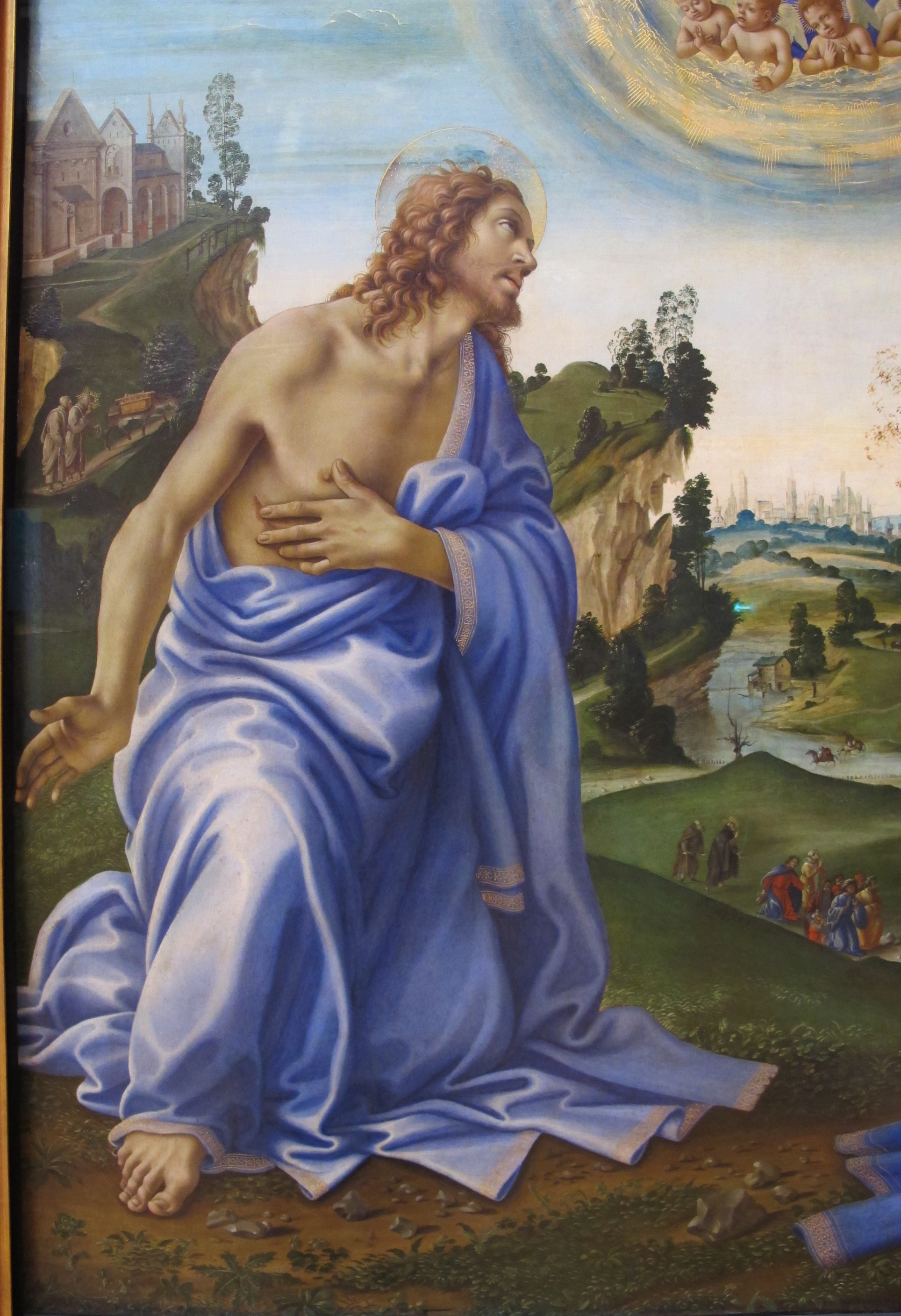
Jesus uppenbarar sig inför Jungfru Maria.
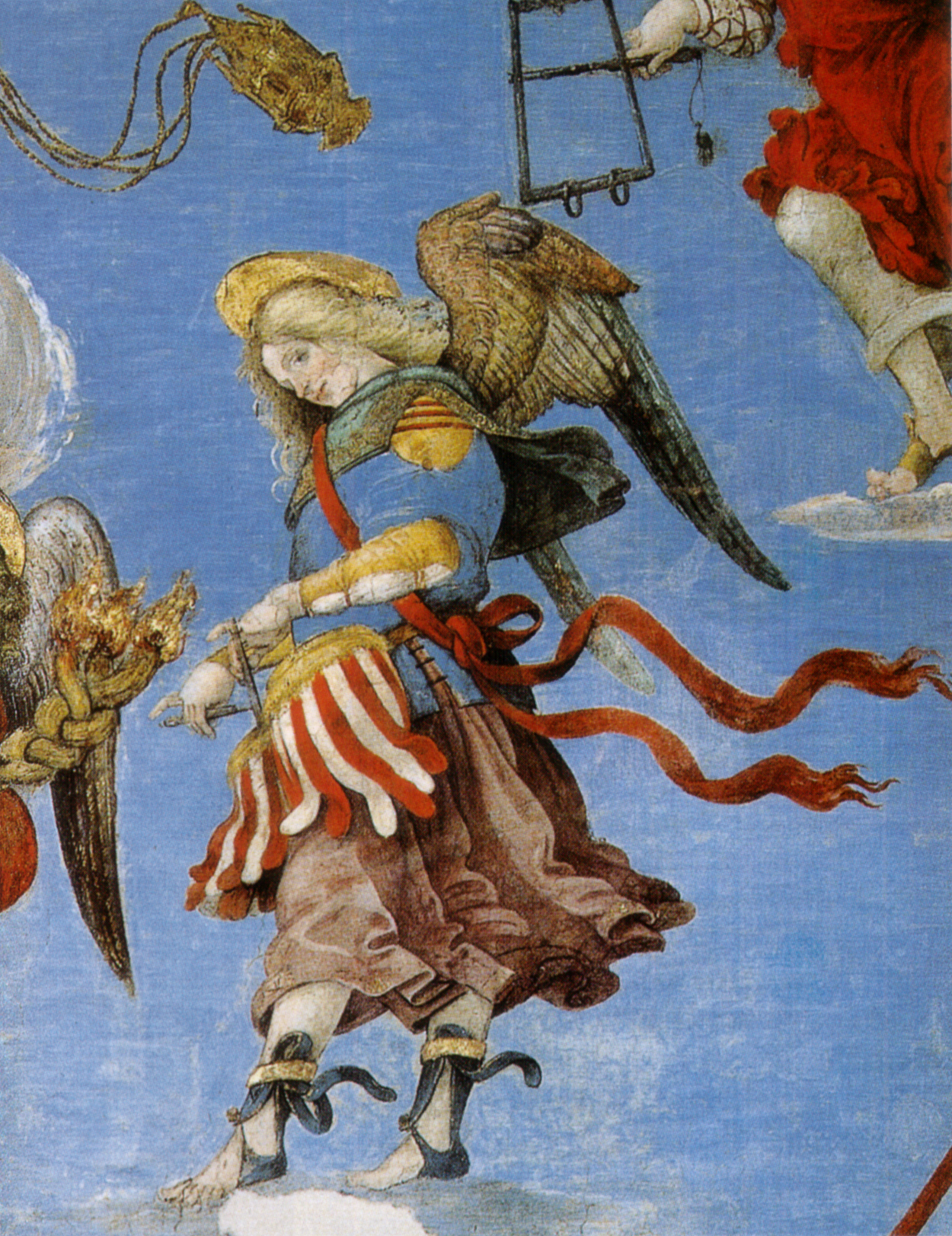
Ängel, detalj